# Crossbencher
Crossbencher (englisch für Querbänkler) sind unabhängige Mitglieder oder kleinere Gruppen in einigen Parlamenten wie dem britischen House of Lords und dem australischen Parlament. Sie haben ihren Namen von den querstehenden Sitzbänken, die rechtwinklig zwischen den Bankreihen der Regierung und der Opposition angeordnet sind, auf denen sie bei Parlamentssitzungen Platz nehmen (vgl. Vorder- bzw. Hinterbänkler).

## Großbritannien

### Zugehörige Abgeordnete
Crossbencher des britischen House of Lords gehören keiner bestimmten Ausrichtung oder Partei an. Dazu gehören auch die unter dem Appellate Jurisdiction Act 1876 bestellten Richter, die ehemaligen Sprecher des britischen House of Commons (z. B. Michael Martin, Baron Martin of Springburn und Betty Boothroyd, Baroness Boothroyd) und der ehemalige Lord Speaker des House of Lords (wie Helene Hayman, Baroness Hayman), die durch Konvention mit keiner Partei verbunden sind. Es gibt auch einige fraktionslose Abgeordnete (Non-affiliated members of the House of Lords), die keine Crossbencher sind, insbesondere einige Offiziere, wie die Lord Speaker und andere, die zwar mit einer Partei verbunden sind, aber vom Whip zurückgezogen wurden. Obwohl unabhängige Mitglieder und Mitglieder der kleinen Parteien manchmal auf der Querbank sitzen, sind sie keine Mitglieder der Crossbencher-Fraktion.
Laut ihrem Selbstverständnis bringen viele Crossbencher Fachwissen ins Parlament, da die meisten Crossbenchers aus anderen Gründen als Parteizugehörigkeit oder politischer Ideale nominiert wurden. Seit 2000 hat die House of Lords Appointments Commission insgesamt 59 nicht-parteipolitische Peers auf Lebenszeit nominiert (Stand: Juli 2012), die dem House of Lords als Crossbenchers angehören.
Seit dem 1. Oktober 2011 gibt es 177 Crossbenchers im House of Lords, d. h. sie sind die drittgrößte Gruppierung nach der Labour Party und Conservative Party. Davon sind 146 Peers auf Lebenszeit und 31 erbliche Peers (einschließlich eines königlichen Amtsträgers). Von April 2007 bis 2009 war die Zahl der Crossbencher zum ersten Mal höher als die Zahl der Konservativen im Oberhaus.
Obwohl die Lords Spiritual (Bischöfe der Church of England) ebenfalls keine Parteizugehörigkeit haben, werden sie nicht als Crossbenchers bezeichnet und sitzen nicht auf den Querbänken. Ihre Sitze sind auf der Regierungsseite der Lords Chamber.

### Convenor
Die Crossbenchers nehmen keine gemeinsame Position ein und haben keine Whips, aber sie wählen aus ihrer Mitte einen Obmann für administrative Zwecke und um sie über die Geschäfte des Hauses auf dem Laufenden zu halten. Der aktuelle Convenor ist seit 28. April 2023 Charles Hay, 16. Earl of Kinnoull.
Die folgenden Abgeordneten dienten als Convenor der Crossbenchers:
1. 1968–1974: William Strang, 1. Baron Strang
2. 1974–1995: Audrey Hylton-Foster, Baroness Hylton-Foster
3. 1995–1999: Bernard Weatherill, Baron Weatherill (Alternierender Convenor 1993–1995)
4. 1999–2004: David Craig, Baron Craig of Radley
5. 2004–2007: David Williamson, Baron Williamson of Horton
6. 2007–2011: Frances D’Souza, Baroness D’Souza
7. 2011–2015: Herbert Laming, Baron Laming
8. 2015–2019: David Hope, Baron Hope of Craighead
9. 2019–2023: Igor Judge, Baron Judge
10. seit 2023: Charles Hay, 16. Earl of Kinnoull

## Australien
Der Begriff Crossbencher bezieht sich sowohl auf unabhängige Mitglieder als auch auf Mitglieder kleinerer Parteien in den Parlamenten von Australien.
Das australische Parlament, das in den Parlamentswahlen von 2010 gewählt wurde, war das 43. Bundesparlament seit der Föderation. Es war das erste hung parliament im Australischen Repräsentantenhaus seit der Parlamentswahl von 1940: Im Jahr 2010 gewannen sowohl die Australian Labor Party als auch die Koalition jeweils 72 Sitze von insgesamt 150. Sechs Crossbenchers waren das Zünglein an der Waage: der Vertreter der Australian Greens MP Adam Bandt und die parteilosen MPs Andrew Wilkie, Rob Oakeshott und Tony Windsor erklärten ihre Unterstützung für Labor in wichtigen Angelegenheiten, und der parteilose MP Bob Katter und der Abgeordnete der National Party of Western Australia MP Tony Crook erklärten ihre Unterstützung für die Koalition in wichtigen Angelegenheiten. Das resultierende 76:74-Verhältnis berechtigte Labor zur Bildung einer Minderheitsregierung.